# Interní základ
Interní základ je základní část předatestační praxe v oborech vnitřního lékařství (mimo pediatrie) a v některých příbuzných oborech. Trvá minimálně 24 měsíců a při sníženém pracovním úvazku se může adekvátně prodlužovat.

## Náplň společného interního základu

### povinná praxe v oboru
18 měsíců na standardním lůžkovém interním oddělení s neselektovaným příjmem nemocných, z toho:
- 3 měsíce na JIP,
- 3 měsíce na ambulanci pod odborným dohledem

### povinná doplňková praxe
- 6 měsíců, náplň podle oboru

### doporučená doplňková praxe
- 4 měsíce, náplň podle oboru

### účast na vzdělávacích aktivitách
- povinný kurz po absolvování interního základu ukončený testem – 1 týden,
- povinný kurz Lékařská první pomoc – 3 dny,
- povinný seminář Základy zdravotnické legislativy – 1 den,

## Ukončení společného interního základu
Po ukončení společného interního základu se ověřují získané znalosti formou testu. Jednou úspěšně absolvovaná společný interní základ může být uznán při získávání atestace v dalším oboru.

## Seznam oborů se společným interním základem
- alergologie a klinická imunologie (5) – pozn.: alternativně lze i společný pediatrický základ
- angiologie (5)
- diabetologie (5)
- endokrinologie (5)
- gastroenterologie (5)
- geriatrie (5)
- hematologie a transfuzní lékařství (5)
- infekční lékařství (5) – pozn.: alternativně lze i společný pediatrický základ
- intenzívní medicína (7) – pozn.: intenzivní medicína je nadstavbový obor mj. i nad vnitřní lékařství nebo kardiologii
- kardiologie (6)
- klinická biochemie (5,5)
- klinická farmakologie (5)
- klinická onkologie (5)
- lékařská genetika (4)
- lékařská mikrobiologie (5)
- nefrologie (6)
- nukleární medicína (5)
- paliativní medicína a léčba bolesti (6) – pozn.: paliativní medicína je nadstavbový obor mj. i nad vnitřní lékařství
- posudkové lékařství (6)
- pracovní lékařství (4)
- radiační onkologie (6)
- rehabilitační a fyzikální medicína (5) – pozn.: alternativně lze i společný pediatrický, neurologický nebo chirurgický základ
- revmatologie (5)
- tělovýchovné lékařství (5,5)
- tuberkulóza a respirační nemoci (5)
- vnitřní lékařství (6)

pozn.: číslo v závorce znamená minimální trvání specializačního vzdělávání v daném oboru